# Planty im. Józefa Jakubowskiego w Tarnowie
Planty im. Józefa Jakubowskiego (Planty Kolejowe) – park miejski, powierzchniowy pomnik przyrody w Tarnowie. Planty są częścią, wpisanego do rejestru zabytków, zespołu urbanistycznego otoczenia tarnowskiego dworca kolejowego.

## Lokalizacja
Planty im. Józefa Jakubowskiego znajdują się w centrum Tarnowa w województwie małopolskim. Położone są w obrębie ulic: Krakowskiej, Dworcowej oraz pl. Dworcowego, w historycznej dzielnicy miasta – Strusina. Sąsiadują z dawnym Zakładem Przetwórstwa Owocowo-Warzywnego Owintar i ze stadionem Miejskiego Klubu Sportowego Tarnovia.

## Patron
Od 2004 roku tarnowskie planty noszą imię, żyjącego w latach 1861–1942, Józefa Jakubowskiego – prawnika, podróżnika, działacza społecznego, inicjatora założenia plant miejskich, twórcy Muzeum Miejskiego w Tarnowie.

## Historia

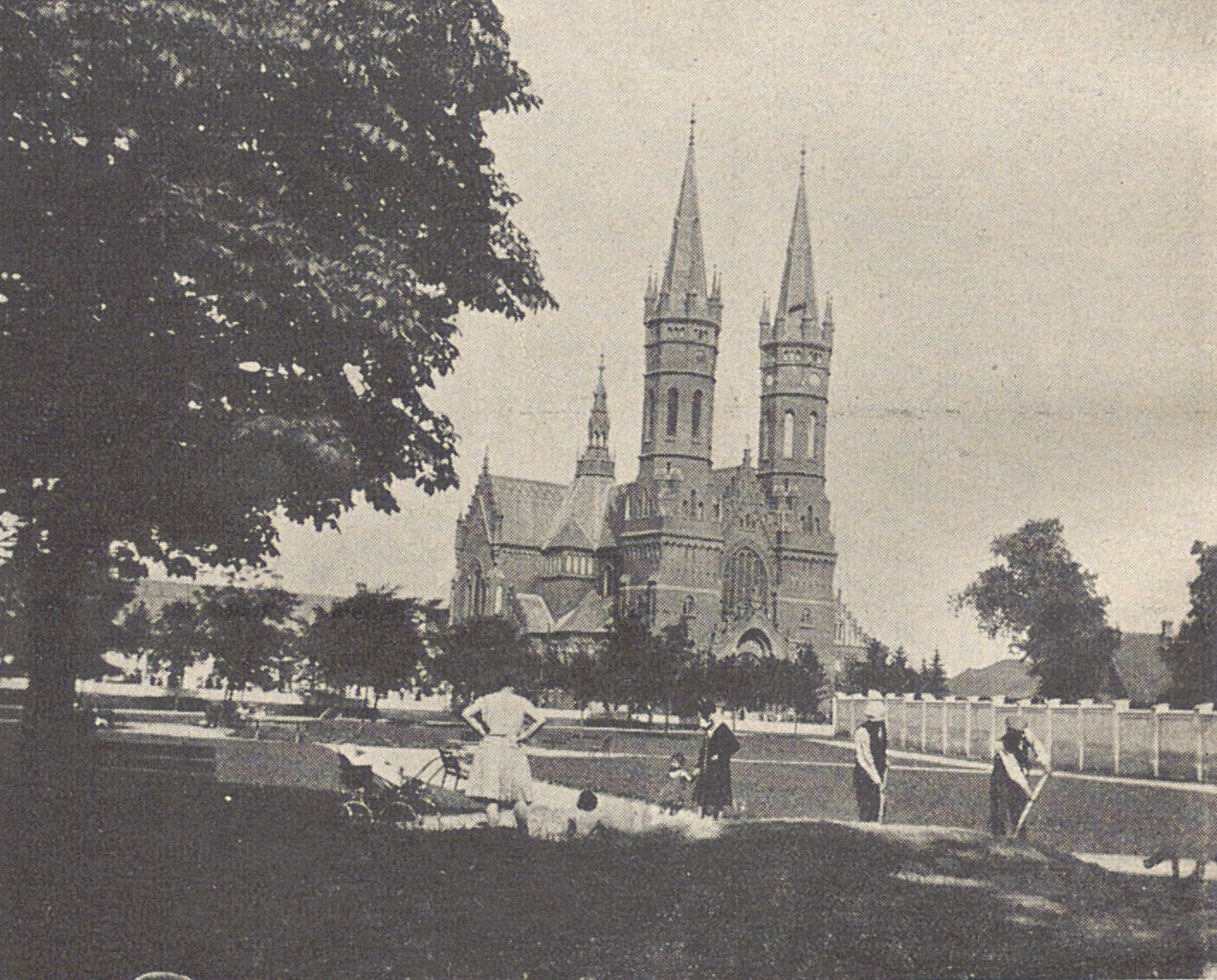
Planty i kościół św. Rodziny. Fotografia z „Przewodnika po Tarnowie” wydanego w 1929

Historia tarnowskich plant sięga lat 60. XIX wieku. Początkowo był to teren zielony przy browarze książąt Sanguszków. Od początku było to miejsce dostępne powszechnie, mieszkańcy miasta określali je mianem: planty książęce.
W 1872 roku zorganizowano na plantach okręgową wystawę rolniczą. Później niepielęgnowane planty zarosły, stały się miejscem okupowanym przez podejrzane towarzystwo, klientelę browarnianej piwiarni. W latach 80. XIX wieku uważano je za miejsce niebezpieczne.
W 1889 roku planty przeszły pod zarząd miasta, zaczęto je nazywać miejskimi lub kolejowymi. Zatrudniono ogrodników, wytyczono alejki, zapuszczony staw (znajdujący się w miejscu obecnego stadionu Tarnovii) zasypano. Mimo zabiegów pielęgnacyjnych, planty dalej odstraszały mieszkańców miasta. Sytuacja zmieniła się dopiero osiem lat później, gdy plantami zainteresował się tygodnik „Pogoń”. Po interwencji prasowej teren oddano do dyspozycji Ignacego Przybyłkiewicza – współtwórcy tarnowskiego gniazda Towarzystwa Gimnastycznego „Sokół”, organizatora korpusów wakacyjnych.

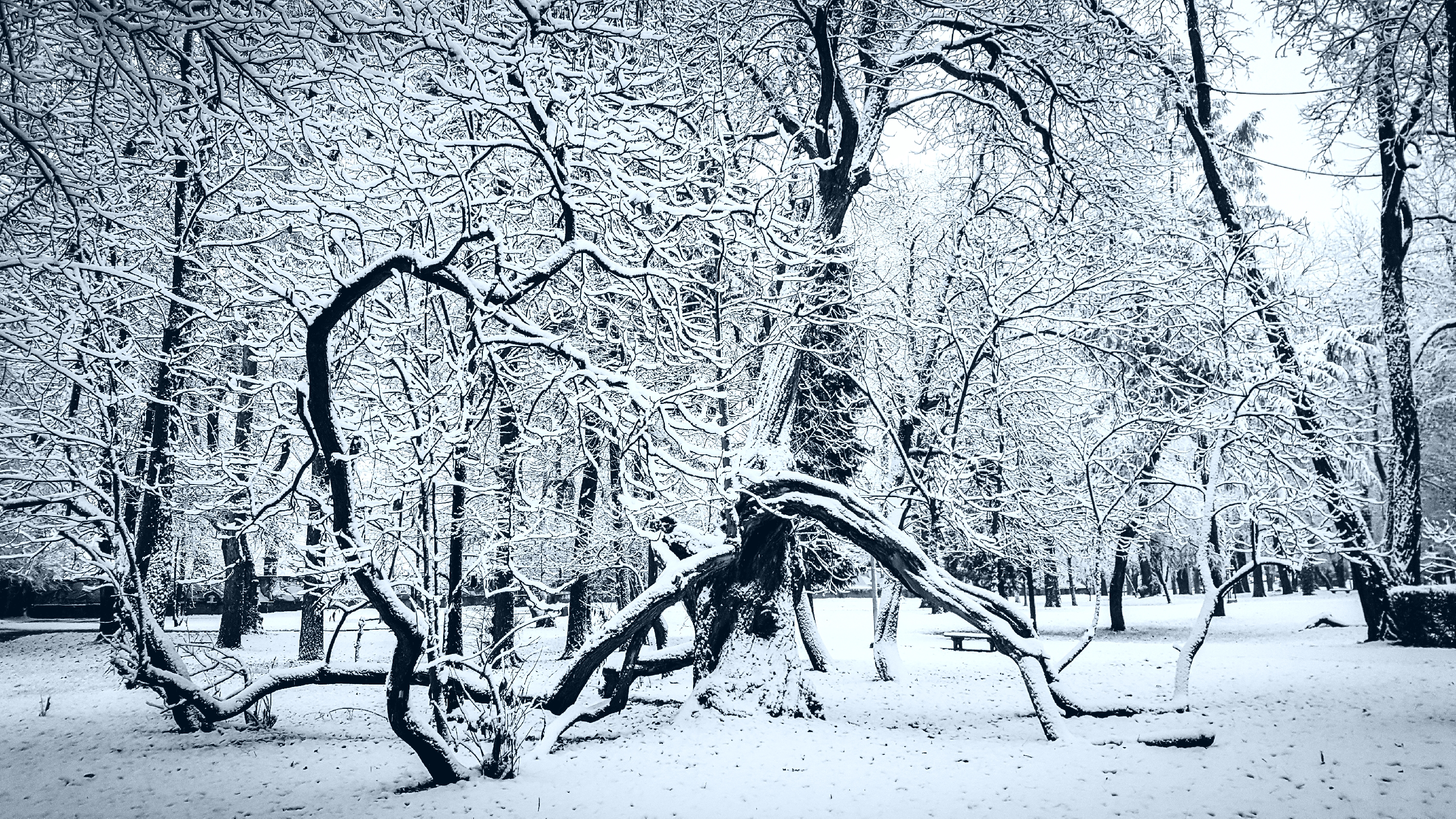
Surmia w zimowej scenerii

Dzięki staraniom Przybyłkiewicza w miejscu zasypanego stawu powstało boisko sportowe. Pokazy ćwiczących uczestników korpusów przyciągały publiczność i planty znów zaczęły tętnić życiem. Boisko korpusów wakacyjnych zaczęto nazywać parkiem Przybyłkiewicza, zaraz po jego śmierci w 1898 roku.
W okresie międzywojennym park zyskał metalowe ogrodzenie. W 1929 roku na plantach zasadzono dąb wolności, wydarzenie upamiętniono tablicą z inskrypcją: Dąb zasadzony w dziesiątą rocznicę odrodzenia Polski. Drzewo nie zachowało się, w 2000 roku obok pozostałości pnia posadzono następny dąb.
W 1993 roku, decyzją wojewody tarnowskiego, planty stały się powierzchniowym pomnikiem przyrody, a dziesięć lat później, Rada Miasta Tarnowa uznała planty za park gminny. W 2004 roku uczniowie Zespołu Szkół Budowlanych w Tarnowie, w ramach praktyk zawodowych, wybrukowali alejki. W 2025 roku Planty zostały wpisane do rejestru zabytków. W planach jest rewitalizacja tego miejsca po wcześniejszej zgodzie konserwatora zabytków.

## Charakterystyka

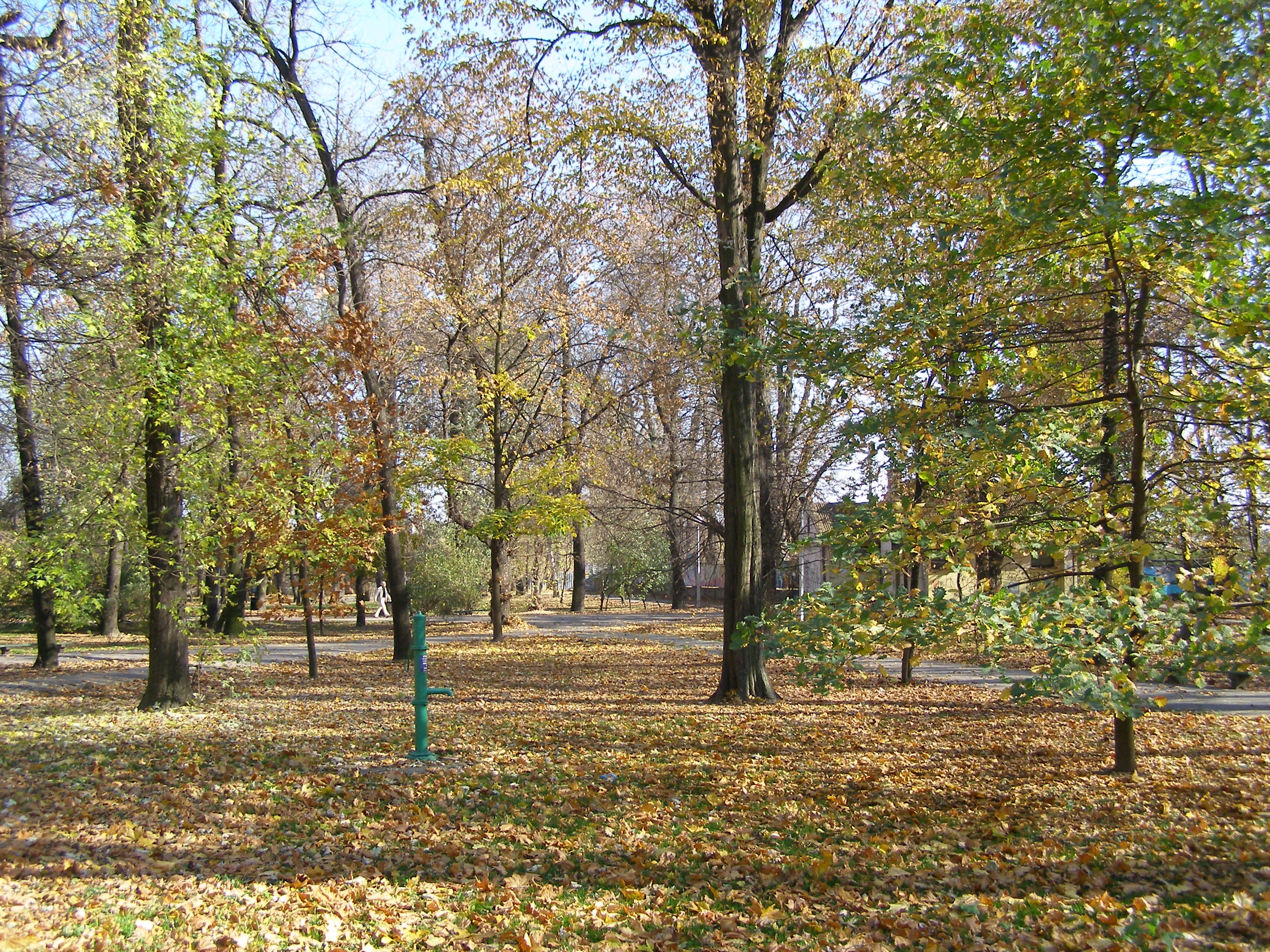
Planty jesienią

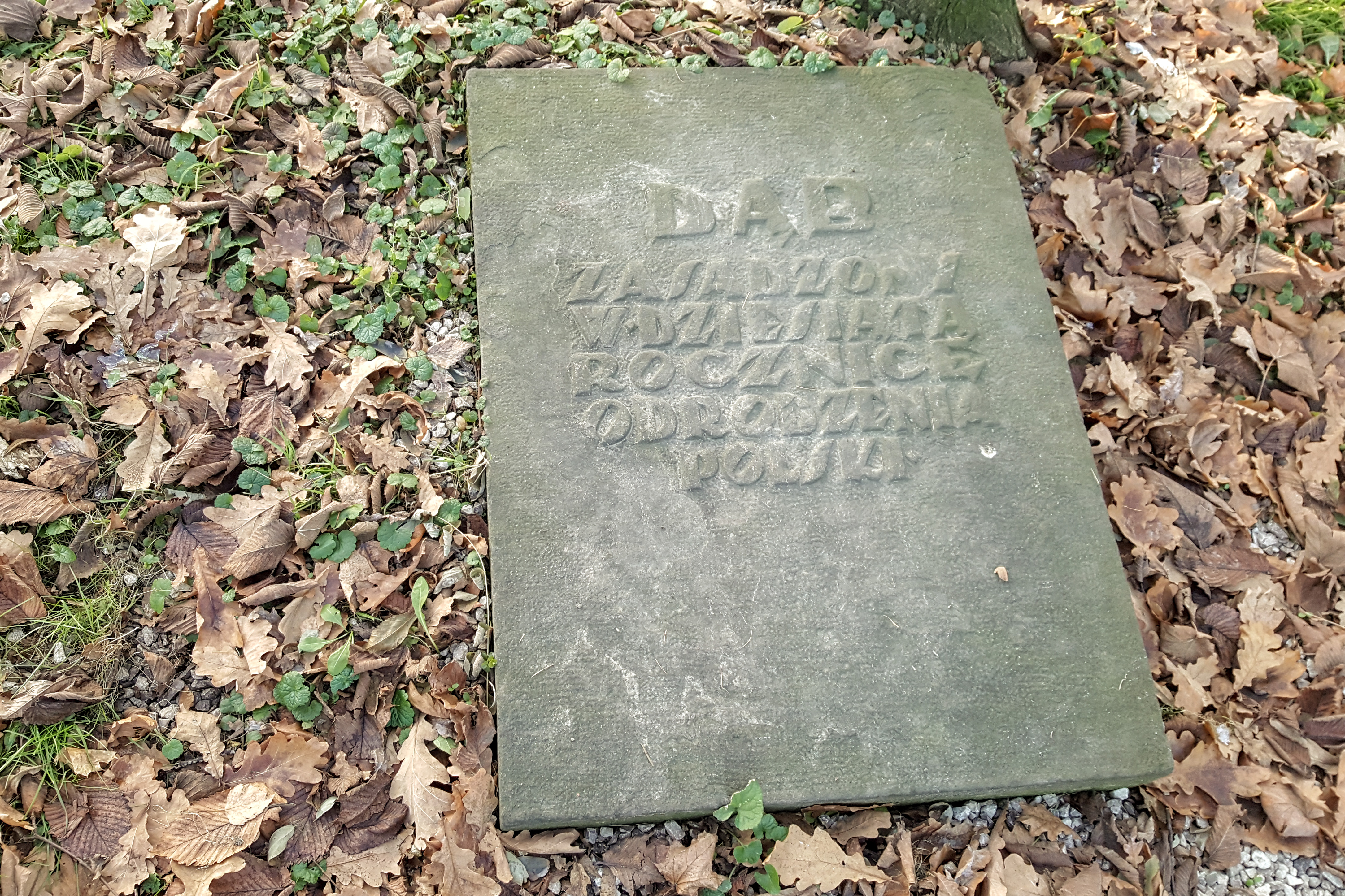
Tablica pamiątkowa dębu wolności

Planty im. Józefa Jakubowskiego to park o powierzchni 2,28 ha. Wszystkie alejki są wybrukowane betonową kostką, zamontowano przy nich ławki i oświetlenie. Park jest ogólnodostępny przez całą dobę. W starodrzewie parku dominują różnogatunkowe drzewa liściaste. Do cenniejszych okazów zalicza się potężne kasztanowce, wiekową surmię z grubymi gałęziami wspierającymi się o ziemię oraz egzotycznego sumaka octowca płożącego się po trawie. W koronach drzew gnieździ się ptactwo, najliczniej gawrony, kawki, wrony.